# Mahamadou Sidibè
Mahamadou Sidibè (Bamako, 8 de outubro de 1978) é um futebolista malinês. É goleiro e atualmente joga no AC Omonia.

## Carreira
Defendeu a Seleção Malinesa de Futebol no Campeonato Africano das Nações de 2008 e 2010.